# 44歳のチアリーダー!!
『44歳のチアリーダー!!』（よんじゅうよんさいのチアリーダー）は、NHK BSプレミアム「プレミアムドラマ」で2015年12月20日の22時から22時59分に放送されたテレビドラマ。
2005年、新生プロ野球球団・東北楽天ゴールデンイーグルスの創設に合わせて作られたチアリーダーチーム「東北ゴールデンエンジェルス」に、ダンスが全くの素人であるにもかかわらずオーディションに合格し、初代メンバーとなった44歳の主婦・小野寺真沙子の実話のテレビドラマ化。オーディションに合格した素人の44歳・3児の母の専業主婦が、挫折の連続を経て、親友・チア仲間・家族の支えを得てチアリーダーとして奮闘する姿をドキュメンタリードラマ形式で描く。

## あらすじ
仙台市に住む44歳の専業主婦・小野寺真沙子は、記念受験のつもりで2005年から地元にできたプロ野球チーム東北楽天ゴールデンイーグルスのチアリーダー募集に応募する。面接・実技テスト共にひどい出来だったが、結果はまさかの合格。家族の反対を押し切り、主婦とチアリーディングチーム・東北ゴールデンエンジェルスのメンバーという2つの仕事を両立させる日々が始まった。
しかし、「運動神経ゼロ」と評される真沙子はまったく練習についていけない。疲労から家事でもミスを犯すようになり、たまりかねた姑・サキヨや長男に猛反発を受けてしまう。悲惨な状況にエンジェルス脱退まで考えた真沙子だったが、憧れのママ友である聖子の励ましを受けチアリーダーを続けることを決意。同じく劣等生であるメンバーの愛らとの特訓などを経て、徐々に講師の及川に認められていく。真沙子の努力を目の当たりにして家族も考えを改め、彼女の二重生活を後押ししてくれるようになった。
特訓の甲斐あって最終テストをなんとかパスした真沙子は、ついにプロのチアリーダーとしてデビュー。家族やファンに見守られながら、シーズン終了までエンジェルスの一員としてパフォーマンスを披露して見せる。無事に役目を果たした真沙子は、自らが実現した「人は、いくつになっても輝ける！」という言葉を胸にチアリーダー生活に幕を下ろした。

## 登場人物
小野寺真沙子〈44〉
演 - 堀内敬子
専業主婦。3児の母。運動経験がないもかかわらず「東北ゴールデンエンジェルス」のチアリーダーに応募する。
及川純
演 - 星野真里
「東北ゴールデンエンジェルス」の鬼コーチ。
藤原聖子
演 - 森尾由美
真沙子の親友。
大野愛〈19〉
演 - 石田亜佑美（モーニング娘。'15）
「東北ゴールデンエンジェルス」のメンバー。
大多（オーディション審査員長）
演 - 大友康平
「東北ゴールデンエンジェルス」のオーディション審査員長。
小野寺今朝夫
演 - 森本レオ
真沙子の舅。
小野寺サキヨ
演 - 星由里子
真沙子の姑。
小野寺春彦
演 -寺島進
真沙子の夫。

## スタッフ
- 脚本 - 吉田紀子
- 演出 - 金澤友也（テレパック）
- EDテーマ - ファンキー加藤「輝け」
- チアリーディング指導 - 丸田えり子、日本チアダンス協会
- ロケ協力 - せんだい・宮城フィルムコミッション
- 取材 - 大久保政男
- 協力 - 楽天野球団、東北楽天ゴールデンイーグルス、東北ゴールデンエンジェルス
- プロデュース - 河原瑶（テレパック）
- 制作統括 - 村松秀、黒沢淳（テレパック）
- 制作著作 - NHK、テレパック